# Fem i familjen
Fem i familjen (engelska: Family Ties) är en amerikansk komediserie som gick i sju säsonger, med premiär den 22 september 1982 och final den 14 maj 1989. Serien visades i USA på tv-bolaget NBC. I Sverige började serien sändas på TV4 den 19 november 1990.

## Handling
Alex P. Keaton (Michael J. Fox), är den konservative (republikan) och ekonomiskt sinnade sonen till ex-hippieföräldrarna Elyse och Steven (Meredith Baxter-Birney och Michael Gross). Elyse är arkitekt, medan Steve arbetar på en tv-station. Alex har två systrar, äldsta systern Mallory som kallas "Mal" (Justine Bateman) är inte så duktig i skolan utan mer intresserad av sitt utseende och shopping. Den yngsta systern Jennifer, kallad "Jen" (Tina Yothers), är istället eftertänksam och rättvisetörstande. En bit in i serien tillkom också en lillebror som fick namnet Andrew, "Andy" (Brian Bonsall).
En karaktär som ofta medverkade var den förvirrade grannpojken Erwin "Skippy" Handelman (Marc Price), som var olyckligt kär i Mallory. 
Senare i serien tillkom Mallorys pojkvän Nick Moore (Scott Valentine), en Rambo-liknande karaktär med gott hjärta men stor brist på utbildning och stil.
Alex hade en flickvän vid namn Ellen Reed. Hon spelades av Tracy Pollan som senare blev Michael J. Fox fru utanför tv-serien. I de två sista säsongerna får Alex en ny flickvän, Lauren Miller, hon spelas av Courteney Cox som senare slog igenom i serien Vänner.

## Om serien
Seriens humor kretsar mycket kring motsättningarna mellan de mycket liberala föräldrarna, som är präglade av värderingarna från 1960-talet och 1970-talet, och de tre barnen som är präglade av 1980-talet, samt inte minst de tre barnens inbördes motsättningar. Trots de stora skillnaderna binder familjen ihop dem alla, därav den engelska titeln "Family Ties", och även när konflikterna är som störst så håller de ihop av kärlek till varandra.
Serien spelades in i 155 avsnitt, och gick i USA på NBC 1982-1989. Tittarsiffrorna var mycket goda då serien gick och säsongerna 1986-1987 såg 33% av alla hushåll i Amerika serien under en genomsnittlig vecka.

## Rollista i urval
| Meredith Baxter-Birney | – Elyse Keaton                 |
| Michael Gross          | – Steven Keaton                |
| Michael J. Fox         | – Alex P. Keaton               |
| Justine Bateman        | – Mallory Keaton               |
| Tina Yothers           | – Jennifer Keaton              |
| Brian Bonsall          | – Andrew Keaton (säsonger 5-7) |
| Marc Price             | – Irwin "Skippy" Handyman      |
| Scott Valentine        | – Nick Moore (säsonger 4-7)    |
| Tracy Pollan           | – Ellen Reed (säsong 6)        |
| Courteney Cox          | – Lauren Miller (säsonger 6-7) |

### Gästskådespelare i urval
- Tom Hanks- Var påtänkt som "Alex" i serien. Gjorde gästroll istället.
- Geena Davis
- River Phoenix
- Julia Louis-Dreyfus
- Crispin Glover
- Wil Wheaton
- Corey Feldman
- Christina Applegate
- Stephen Baldwin
- Hank Azaria